# Skärseld (film)
Skärseld är en svensk film från 1975 i regi av Michael Meschke. I rollerna ses bland andra Jan Blomberg, Inger Jalmert-Moritz och Åke Nygren.

## Om filmen
Inspelningen ägde rum i Filmhuset, Huddinge, Långbro sjukhus, Ekerö, Tullinge  i Stockholm samt på Mössebergs sanatorium och orterna Rom, Arezzo och Sperlonga i Italien. Filmens förlaga var det litterära verket Den gudomliga komedin av Dante Alighieri, vilket omarbetades till filmmanus av Meschke och Silvano Agosti. Producent var Bengt Forslund och fotograf och klippare Agosti. Filmen premiärvisades den 27 januari 1975 på biograf Sandrew i Linköping. Den är 82 minuter och växelvis svartvit och i färg.
Filmen totalsågades av kritikerna och fick Meschke att lämna filmbranschen för gott. Även publiken svek filmen och endast 1 391 biljetter såldes.

## Rollista
- Jan Blomberg – Dante
- Inger Jalmert-Moritz – Beatrice
- Åke Nygren – Vergilius
- Lilian Dahlgren – Francesca
- Lennart Mörk – konstnär
- Seth Nilsson – Odysseus
- Jonas Uddenmyr – Ugolino
- Rune Wikström – Wikström, doktor
- Georg Årlin – Brunetto Latini
- Lars Amble – socialdemokrat
- Per-Axel Arosenius – polischef
- Mecki Bodemark – Casella
- Peter Carlberg – ond ande
- Lars Hansson – radikal
- Per Helin – förläggare
- Arne Högsander – jazzbandet
- Jan Kreigsman – nyfascistisk ungdom
- Lasse Lundgren – nyfascistisk ungdom
- Dan Lindhe – nyfascistisk ungdom
- Olof Lagercrantz – Cato
- Nils-Gustav Lidfors – döende man på Mösseberg
- Michaela Meschke – Dantes barn
- Oskar Rangner	– gubbe vid soplåda
- Carina Rosén – Matelda
- Ing-Mari Tirén – Dantes hustru
- Stefan Hencz – receptionist på Mösseberg
- Agneta Lindqvist
- Franco de Micheli – tågpassagerare
- Martin Bane – ej identifierad roll

### Fotnoter
1. 1 2 3  ”Skärseld”. Svensk Filmdatabas. http://sfi.se/sv/svensk-filmdatabas/Item/?itemid=4946&type=MOVIE&iv=Basic&ref=/templates/SwedishFilmSearchResult.aspx?id%3d1225%26epslanguage%3dsv%26searchword%3dsk%C3%A4rseld%26type%3dMovieTitle%26match%3dBegin%26page%3d1%26prom%3dFalse. Läst 2 maj 2013.